# لینیر تکنولوژی
شرکت لینیر تکنولوژی، هم‌اکنون بخشی از آنالوگ دیوایسز است، مدارهای مجتمع آنالوگ با عملکرد بالا را طراحی، تولید و بازار عرضه می‌کند. کاربردهای محصولات این شرکت شامل ارتباطات از راه دور، تلفن‌های همراه، محصولات شبکه‌ای، نوت بوک و رایانه‌های رومیزی، فیلم / چندرسانه‌ای، ابزار دقیق صنعتی، الکترونیک خودرو، خودکارسازی کارخانه، کنترل فرایند، سامانه‌های نظامی و فضایی است.
این شرکت در سال ۱۹۸۱ توسط رابرت اچ سوانسن، جونیور و رابرت سی دوبکن تأسیس شد. در اوت ۲۰۱۰،فوربز این شرکت را «یکی از سودآورترین شرکت‌های صنعت فناوری» نامید.
در ژوئیه سال ۲۰۱۶آنالوگ دیوایسز موافقت کردند که لینیر تکنولوژی را با ۱۴٫۸ میلیارد دلار خریداری کنند. این مالکیت در ۱۰ مارس ۲۰۱۷ نهایی‌شد.